# Хазяїн 2. На своїй землі
«Хазяїн 2. На своїй землі» — український кінофільм режисерів Тараса Ткаченка та Заза Буадзе, знятий частково за однойменною п'єсою українського письменника та драматурга Івана Карпенка-Карого .

## Сюжет
Лютий 2022 року. На сімейній вечері в домі Терентія Пузиря наелектризована атмосфера. Зять Михайло Калинович говорить про наближення великої війни. Пузир же в неї не вірить. Своїй дочці Соні Пузир дорікає за те, що вона як менеджер його агрофірми тратить ресурси на допомогу в тренуванні тероборони та підтримку дитбудинку. А тим часом внуків Пузиреві вона не народила! Донька і зять обурені нападками Пузиря та його ставленням до питань оборони.
Через сварку з Пузирем Калинович і Соня передчасно їдуть додому — вони живуть у селі неподалік, за річкою. Воно є центром ОТГ, яку Михайло очолює. Дорогою Калинович каже, що хоч його тесть і динозавр, та в одному він із ним згоден — щодо радості мати дітей. Але Соня і чути не хоче про материнство у такий час.
Ранок 24 лютого. Пузир і Марія прокидаються в ліжку від звуків далеких вибухів — це повномасштабне вторгнення Росії, як вони бачать у новинах. Терентій шокований стрімким розгортанням подій. Дзвонить Соня і переконує його виїжджати. Пузир нікуди виїжджати не збирається — він тут Хазяїн і планує ним залишитись. Однак він пропонує дочці вирушати на захід і брати з собою матір Марію. Але ні дочка, ні дружина Пузиря не хочуть покидати свій дім. Соня твердо налаштована допомагати й цивільним зі своєї громади, і військовим у цей вирішальний час.
Передбачаючи прихід окупантів, Пузир насамперед закопує у дворі велику суму готівки в доларах — головну свою цінність і надбання, як він вважає. Бої вже чути на околицях села Пузиря. Він приїздить на агрофірму, звідки за вказівкою Соні працівники вже виїхали й відігнали техніку в безпечніший район.
На іншому березі річки Калинович і Соня, що збиралися приїхати до батьків і особисто переконати їх виїжджати, наближаються до мосту і виявляють, що він блокований підрозділом ЗСУ, яким керує офіцер із позивним «Гонта». Той пояснює, що на іншому березі наступають росіяни і їхати туди він нікому не дозволить — це самогубство. Так Соня і Калинович опиняються відрізаними від берега, на якому лишилися її батьки.
Зненацька на агрофірму Пузиря заїжджає колона російської військової техніки, якою командує майор Басов. Підприємство обрали невипадково — тут є ангари для техніки й приміщення для живої сили. Шокованого Пузиря окупанти приймають за сторожа — через його забруднений робочий одяг і виганяють з території.
Село окуповане. Окупанти намагаються примусити до співпраці. Пузиря допитують і шантажем (пригрозили згвалтувати його дружину в нього на очах) примушують дати інтерв'ю рашистському пропагандисту. Дочка Соня бачить це відео. Вона з чоловіком намагається організувати евакуацію населення і попадає під обстріл. Калинович тяжко поранений.
В кінці фільму ЗСУ звільняють село.

## У ролях
- Богдан Бенюк — Терентій Пузир;
- Валентина Сергєєва — Марія Пузир
- Катерина Алєксєєва — Соня Пузир, дочка Пузиря;
- Ілля Пономаренко — Михайло Калинович
- Олексій Череватенко — Басов
- Віктор Жданов — Іван Зозуля
- Ольга Сумська — продавчиня в сільському магазині (прізвисько Томагавка) [2]
- Олександр Валюк — Щукін
- Олег Шульга — Гонта
- Роман Покровський — воєнкор
- Олександр Божко — командир взводу
- Олександр Одностальченко — сержант
- Федір Карбишев, Олександр Зарубей — мародери
- Віктор Дуфинець — Толя
- Сергій Чернов — Степан
- Ігор Пархоменко, Євгенія Чермак, Анастасія Чермак — люди в машині